# Furusiyya

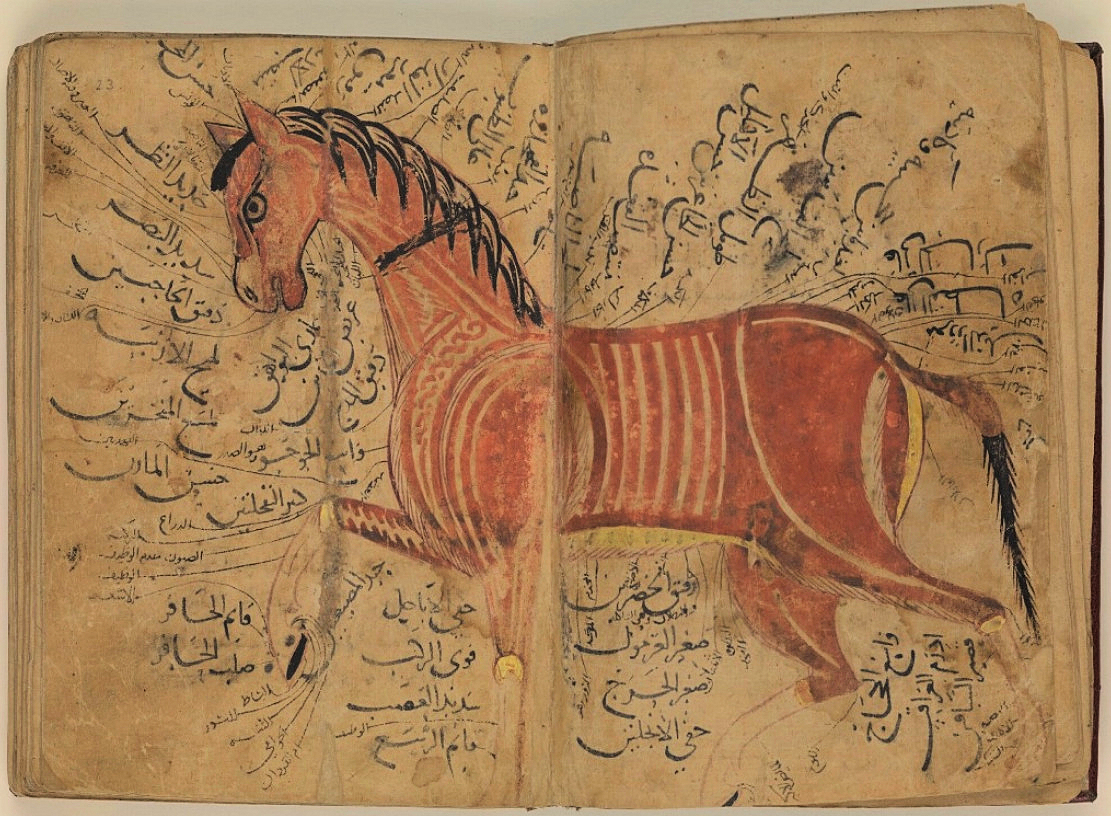
Ilustración de los "puntos buenos" de un caballo, manuscrito del Kitāb al-bayṭara del por Aḥmad ibn'Atīq al-Azdī

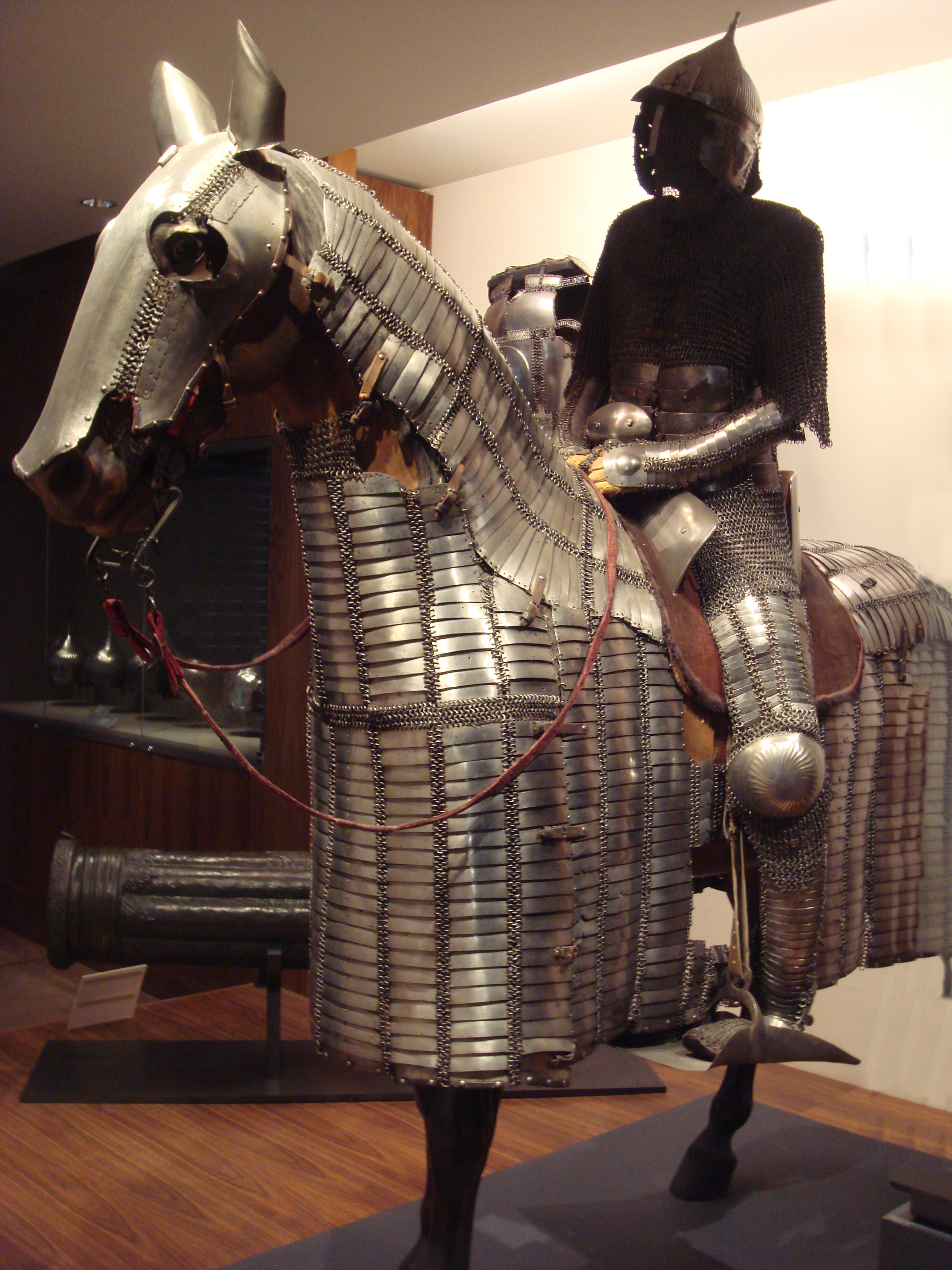
Armadura de caballo mameluco tardío egipcio/ otomano temprano. Egipto, hacia 1550, Museo del Ejército

Furūsiyya (فروسية, también  transcrito del árabe como furūsīyah, es el término  árabe histórico para el ejercicio marcial  ecuestre.
Furūsiyya como ciencia está especialmente preocupado por las  artes marciales y la equitación de la Edad de Oro del islam y el período mameluco, aproximadamente desde el siglo X al  XV, alcanzando su apogeo en el  Egipto mameluco durante el siglo XIV.
Sus ramas principales se referían a la equitación incluidos los aspectos de la hipología y la equitación, el  tiro con arco a caballo y el uso de la lanza, con la adición de la espada como cuarta rama en el siglo XIV.
El término es una derivación de faras — فرس — «caballo», y en árabe estándar moderno significa equitación en general. El término para «jinete» o «caballero» es fāris, que también es el origen del rango español de alférez. El término persa-árabe para «literatura Furūsiyya»  es faras-nāma o asb -nāma.

## Historia
La literatura Furusiyya, la tradición literaria árabe de la medicina veterinaria —hippiatría— y la equitación, al igual que en el caso de la medicina humana, se nutrieron al por mayor de fuentes griegas bizantinas en los  siglos IX al X. En el caso de furusiyya, la fuente inmediata es la compilación  bizantina de medicina veterinaria conocida como Hippiatrica  siglos V o VI; la misma palabra para «doctor de caballos» en árabe, bayṭar, es un préstamo de ἱππιατρός, hippiatros en  griego.
El primer tratado conocido en árabe se debe a Ibn Akhī Ḥizām, también escrito  en  árabe ابن أخي حزام, un comandante de la  era abasí y maestro estable del califa  Al-Mu'tadid (892-902), autor de Kitāb al-Furūsiyya wa 'l -Bayṭara —Libro de equitación y caballería—. Ibn al-Nadim a fines del siglo X registró la disponibilidad en Bagdad de varios tratados sobre caballos y medicina veterinaria atribuidos a autores griegos.
La disciplina alcanza su punto máximo en Mamluk Egypt durante el siglo XIV. En un sentido estricto del término, la literatura furūsiyya comprende obras de escritores militares profesionales con un fondo mameluco o vínculos cercanos con el establecimiento mameluco. Estos tratados a menudo citan obras premamelucas sobre estrategia militar. Algunas de las obras fueron versificadas con fines didácticos. El tratado versificado más conocido es el de Taybugha al-Baklamishi al-Yunani, el griego, que cerca de 1368 escribió el poema al-tullab fi ma'rifat ramy al-nushshab. En este momento, la disciplina de furusiyya se separó cada vez más de sus orígenes en la medicina veterinaria bizantina y se centró más en las artes militares.
Las tres categorías básicas de furūsiyya son la «equitación», incluidos los aspectos veterinarios del cuidado apropiado del caballo, las técnicas adecuadas de equitación, el «tiro con arco» y la «carga con lanza». Ibn Qayyim al-Jawziyya agregó el «manejo de la espada» como una cuarta disciplina en su tratado Al-Furūsiyya (alrededor de 1350).
Los faras-nāma persas, que se pueden fechar con certeza solo existen a partir de mediados del siglo XIV, pero la tradición sobrevive más tiempo en Persia, a lo largo de la era safávida. Se dice que un tratado de 'Abd-Allāh Ṣafī, conocido como Bahmanī faras-nām a (escrito en 1407/8) preserva un capítulo de un texto perdido en el siglo XII, en la  era Ghaznavida ). Hay un candidato para otro tratado de esta edad, existente en un solo manuscrito: el tratado atribuido a un Moḥammad b. Moḥammad b. Zangī, también conocido como Qayyem Nehāvandī, ha sido provisionalmente fechado como originario del siglo XII. Algunos de los tratados persas son traducciones del árabe. Un trabajo breve, atribuido a Aristóteles, es una traducción persa del árabe. Supuestamente también hay tratados traducidos al persa de hindustani o sánscrito. Estos incluyen el Faras-nāma-ye hāšemī de Zayn-al-'Ābedīn Ḥosaynī Haemīī (escrito en 1520), y el Toḥfat al-ṣadr de Ṣadr-al-Dīn Moḥammad Khan b. Zebardast Khan (escrito en 1722/3). Los textos que se cree que fueron escritos originalmente en persa incluyen el Asb-nāma de Moḥammad b. Moḥammad Wāse'ī (escrito 1365/6; Teherán, Ketāb-ḵāna-ye MalekMS no. 5754). Gordfarāmarzī (1987) publicó una lista parcial de literatura persa conocida sobre faras-nāma.

## Lista de tratados Furusiyyah
Lista de tratados conocidos de Furusiyyah, después de al-Sarraf 2004, al-Nashīrī 2007

Algunos de los primeros tratados de los siglos IX al X no existen y solo se conocen por referencias de autores posteriores: Al-Asma'i, Kitāb al-khayl ( خيل "caballo"), Ibn Abi al-Dunya (fallecido en 894 / AH 281) Al-sabq wa al-ramī, Al-Ṭabarānī (fallecido en 971 / AH 360) Faḍl al-ramī, Al-Qarrāb (fallecido en 1038 / AH 429) y Faḍā'il al-ramī.
| Autor                                                                         | Fecha                          | Título | Manuscritos/Ediciones |
| ----------------------------------------------------------------------------- | ------------------------------ | --- | --- |
| Ibn Akhī Hizām (Muḥammad ibn Yaʿqūb ibn Ghālib ibn ʿAlī al-Khuttalī)          | fl. c. 900                     | "Kitāb al-Furūsiyya wa-al-Bayṭarah (o Kitāb al-Furūsiyya wa-Shiyāt al-Khayl) | Estambul, Bayezit State Library, Veliyüddin Efendi MS 3174; British Library MS Add. 23416 (14th century); Estambul, Fatih Mosque Library MS 3513 (added title "Al-Kamāl fī al-Furūsiyya..."); ed. Heide (2008). |
| Al-Tarsusi (Marḍī ibn ʿAlī al-Ṭarsūsī)                                        | fallecido en 1193 / AH 589     | Tabṣirat arbāb al-albāb fī kayfīyat al-najāt fī al-ḥurūb min al-anwā' wa-nashr aʿlām al-aʿlām fī al-ʿudad wa-al-ālāt al-muʿayyanah ʿalá liqā' al-aʿdā'                                          | Oxford, Bodleian Library MS Huntington 264 |
| Abū Aḥmad (Abū Muḥammad Aḥmad ibn ‘Atīq al-Azdī)                              | 1223 / AH 620                  | Kitāb al-furūsiyya wa-l-bayṭarah (versión abreviada de Ibn Akhī Ḥizām's treatise) | British Library Or 1523 |
| Al-Zahirī (Badr al-Dīn Baktūt al-Rammāḥ al-Khāzindārī al-Zahirī)              | siglo XIII                     | Kitāb fī ʿIlm al-Furūsiyya wa-Laʿb al-Rumḥ wa-al-Birjās wa-ʿIlāj al-Khayl o Ilm al-Furūsiyya wa-Siyāsat al-Khayl, Al-Furūsiyya bi-rasm al-Jihād wa-mā aʿadda Allāh li 'l-Mujāhidīn min al-ʿIbād | Bibliothèque Nationale MS 2830 (fols. 2v.–72r.); ed. al-Mihrajān al-Waṭanī lil-Turāth wa-al-Thaqāfah, Riyadh (1986); ed. Muḥammad ibn Lājīn Rammāḥ, Silsilat Kutub al-turāth 6, Damascus, Dār Kinān (1995).     |
| Al-Aḥdab (Najm al-Dīn Ḥasan al-Rammāḥ)                                        | fallecido en 1295 / AH 695     | Al-Furūsiyya wa-al-manāṣib al-ḥarbiyya (The book of military horsemanship and ingenious war devices)                                                                                            | ed. ʿĪd Ḍayf ʿAbbādī, Silsilat Kutub al-turāth, Baghdad (1984). |
| Al-Ḥamwī (Muḥammad ibn Ibrāhīm Ibn Jamāʿah al-Ḥamwī)                          | fallecido en 1332 / AH 733     | "Mustanad al-ajnād fī ālāt al-jihād" | |
| Ibn al-Mundhir (Abū Bakr al-Bayṭar ibn Badr al-Dīn al-Nāsirī)                 | fallecido en 1340/1            | "Kāshif al-Wayl fī Maʿrifat Amrāḍ al-Khayl" (or "Kāmil al-ṣināʿatayn fī al-Bayṭarah wa-al-Zardaqah")                                                                                            | Bibliothèque Nationale MS 2813 |
| Al-Aqsarā'ī (Muḥammad ibn ʿIsá ibn Ismāʿīl al-Hanafī al-Aqsarā'ī)             | fallecido en 1348              | "Nihāyat al-Sūl wa-al-Umniyya fī Taʿlīm Aʿmāl al-Furūsiyya" | British Library MS Add. 18866 (dated 1371 / AH 773); Chester Beatty Library MS Ar 5655 (dated 1366 / AH 788).                                                                                                   |
| Al-Nāṣirī (Muḥammad Ibn Manglī al-Nāṣirī)                                     | fallecido después de 1376      | "Al-Adillah al-Rasmiyya fī al-Taʿābī al-Harbiyya" | Istanbul, Ayasofya Library MS 2857 |
| Al-Nāṣirī (Muḥammad Ibn Manglī al-Nāṣirī)                                     | fallecido después de 1376      | "Al-Tadbīrāt al-Sulṭāniyya fī Siyāsat al-Sināʿah al-Harbiyya" | British Library MS Or. 3734 |
| Al-Nāṣirī (Muḥammad Ibn Manglī al-Nāṣirī)                                     | fallecido después de 1376      | "Uns al-Malā bi-Waḥsh al-Falā" | Bibliothèque Nationale MS 2832/1 |
| Aṭājuq (Alṭanbughā al-Husāmī al-Nāṣirī)                                       | fallecido en 1419 / AH 822     | "Nuzhat al-Nufūs fī Laʿb al-Dabbūs" | Dār al-Kutub al-Miṣriyya MS 21 furūsiyya Taymūr |
| Sulaymānah (Yūsuf ibn Aḥmad)                                                  | Escrito antes de 1427 / AH 830 | "Faraj al-Makrūb fī aḥkām al-ḥurūb wa muʻānātihā wa-mudaratiha wa-lawazimiha wa-ma yasu'u bi-amrihā"                                                                                            | |
|                                                                               |                                | "Al-ʿAdīm al-Mithl al-Rafīʿ al-Qadr" | Estambul, Topkapı Sarayı Library MS Revan 1933 |
| pseudo-Al-Aḥdab; Aḥmad ibn Muḥammad Abū al-Maʿālī al-Kūfī                     | siglo XVII                     | Kitāb al-Furūsiyya (added title) | Bibliothèque Nationale MS 2829 |
| Al-Asadī (Abū al-Rūḥ ʿIsá ibn Hassān al-Asadī al-Baghdādī)                    |                                | Al-Jamharah fī ʿUlūm al-Bayzarah | British Library MS Add. 23417; Madrid, Escorial Library MS Ar. 903 |
| ʿUmar ibn Raslān al-Bulqīnī                                                   |                                | Qaṭr al-Sayl fī Amr al-Khayl | Estambul, Süleymaniye Library MS Şehid Alī Pasha 1549 |
| Sharaf al-Dīn ʿAbd al-Mu'min ibn Khalaf al-Dimyāṭī                            |                                | Faḍl al-Khayl | Bibliothèque Nationale MS 2816 |
| Abū Muḥammad Jamāl al-Dīn ʿAbd Allāh Ibn Maymūn                               |                                | Kitāb al-Ifādah wa-al-Tabṣīr li-Kull Rāmin Mubtadi' aw Māhir Naḥrīr bi-al-Sahm al-Tawīl wa-al-Qaṣīr                                                                                             | Istanbul, Köprülü Mehmet Pasha Library MS 1213 |
| ʿAlā'al-Dīn ʿAlī ibn Abī al-Qāsim al-Naqīb al-Akhmīmī                         |                                | Hall al-Ishkāl fī al-Ramy bi-al-Nibāl | Bibliothèque Nationale MS 6259 |
| ʿAlā'al-Dīn ʿAlī ibn Abī al-Qāsim al-Naqīb al-Akhmīmī                         |                                | Naqāwat al-Muntaqá fī Nāfiʿāt al-Liqā | British Library MS Add. 7513/2 |
| Rukn al-Dīn Jamshīd al-Khwārazmī                                              |                                | untitled | British Library MS Or. 3631/3 |
|                                                                               |                                | Kitāb fī Laʿb al-Dabbūs wa-al-Sirāʿ ʿalá al-Khayl | Bibliothèque Nationale MS Ar. 6604/2 |
|                                                                               |                                | Kitāb al-Hiyal fī al-Hurūb wa-Fatḥ al-Madā'in wa-Hifz al-Durūb | British Library MS Add. 14055 |
|                                                                               |                                | Kitāb al-Makhzūn Jāmiʿ al-Funūn" / "Kitāb al-Makhzūn li-Arbāb al-Funūn | Bibliothèque Nationale MS 2824 and MS 2826 |
| Husām al-Dīn Lājīn ibn ʿAbd Allāh al-Dhahabī al-Husāmī al-Tarābulṣī al-Rammāḥ |                                | Kitāb ʿUmdat al-Mujāhidīn fī Tartīb al-Mayādīn | Bibliothèque Nationale MS Ar. 6604/1 |
|                                                                               |                                | Al-Maqāmah al-Salāḥiyya fī al-Khayl wa-al-Bayṭarah wa-al-Furūsiyya | Dār al-Kutub al-Miṣriyya MS 81 furūsiyya Taymūr |
| Shams al-Dīn Muḥammad ibn ʿAbd al-Raḥmān al-Sakhāwī                           |                                | Al-Qawl al-Tāmm fī (Faḍl) al-Ramy bi-al-Sihām | Dār al-Kutub al-Miṣriyya MS 2m funūn ḥarbiyya |
|                                                                               |                                | Sharḥ al-Maqāmah al-Salāḥiyya fī al-Khayl | Bibliothèque Nationale MS Ar. 2817 |
| al-Hasan ibn Muḥammad ibn ʿAysūn al-Hanafī al-Sinjārī                         |                                | Hidāyat al-Rāmī ilá al-Aghrāḍ wa-al-Marāmī | Estambul, Topkapı Sarayı Library MS Ahmet III 2305 |
| Nāṣir al-Dīn Muḥammad ibn ʿAlī al-Qāzānī al-Sughayyir                         |                                | Al-Mukhtaṣar al-Muḥarrar | Estambul, Topkapı Sarayı Library MS Ahmet III 2620 |
| Nāṣir al-Dīn Muḥammad ibn ʿAlī al-Qāzānī al-Sughayyir                         |                                | Al-Hidāyah fī ʿIlm al-Rimāyah | Bodleian Library MS Huntington 548 |
| Nāṣir al-Dīn Muḥammad ibn ʿAlī al-Qāzānī al-Sughayyir                         |                                | "Sharḥ al-Qaṣīdah al-Lāmiyya lil-Ustādh Sāliḥ al-Shaghūrī" | Bibliothèque Nationale MS Ar 6604/3 |
| Jalāl al-Dīn ʿAbd al-Raḥmān ibn Abī Bakr al-Suyūṭī                            |                                | Ghars al-Anshāb fī al-Ramy bi-al-Nushshāb | British Library MS Or. 12830 |
| Abū Muḥammad ʿAbd al-Raḥmān Aḥmad al-Tabarī                                   |                                | fragmento sin título | British Library MS Or. 9265/1 |
| Abū Muḥammad ʿAbd al-Raḥmān Aḥmad al-Tabarī                                   |                                | Kitāb al-Wāḍiḥ (fī ʿIlm al-Ramy) | British Library MS Or. 9454 |
| Taybughā al-Ashrafī al-Baklamīshī al-Yunānī                                   |                                | Kitāb al-Ramy wa-al-Rukūb (added title) | Bibliothèque Nationale MS 6160 |
| Husayn ibn ʿAbd al-Raḥmān al-Yūnīnī                                           |                                | Al-Nihāyah fī ʿIlm al-Rimāyah | Estambul, Ayasofya Library MS 2952 |
| Abū al-Naṣr al-Qāsim ibn ʿAlī ibn Husayn al-Hāshimī al-Zaynabī                |                                | Al-Qawānīn al-Sulṭāniyya fī al-Sayd | Estambul, Fatih Mosque Library MS 3508 |

## Fāris

Faris, por January Suchodolski (1836)

El término furūsiyya, al igual que su caballería paralela en Occidente, también parece haber desarrollado un significado más amplio de «ethos marcial»". La furusiyya islámica y la caballería europea se han influenciado mutuamente como un medio de código guerrero para los caballeros de ambas culturas.
El término fāris ( فارس ) para jinete adoptó cualidades comparables al caballero occidental o chevalier ("caballero"). Esto podría incluir hombres libres, como Usama ibn Munqidh o guerreros profesionales no libres, como ghulams y mamelucos. El soldado de la era mameluca fue entrenado en el uso de varias armas como la espada, lanza, lanza, jabalina, garrote, arco y flechas y tabarzin o hacha (de ahí los guardaespaldas de los mamelucos conocidos como tabardariyya), así como la lucha libre.